# 馬青路駅
馬青路駅（ばせいろえき、閩南語:Má-chhing-lō͘ tsām）は、中華人民共和国福建省廈門市海滄区馬青路と鍾林路の交差点にある、廈門軌道交通2号線の駅である。

## 歴史
- 2019年12月25日2号線の駅として開業。

## 駅構造
島式ホーム1面2線の地下2層構造の駅である。

### のりば
| 番線 | 路線              | 方面                            | 行先        |
| ---- | ----------------- | ------------------------------- | ----------- |
|      | 廈門軌道交通2号線 | 翁角路・馬鑾中心・東孚 方面     | 天竺山 行き |
|      | 廈門軌道交通2号線 | 東宅・五通・湿地公園・鍾宅 方面 | 五縁湾 行き |

## 隣の駅
廈門軌道交通
■2号線
海滄行政中心駅 - 馬青路駅 - 翁角路駅